# Plesiopelma gertschi
Plesiopelma gertschi là một loài nhện trong họ Theraphosidae.
Loài này thuộc chi Plesiopelma. Plesiopelma gertschi được Lodovico di Caporiacco miêu tả năm 1955.